# Грабарка (река)
Грабарка (укр. Грабарка) — река в Золочевском районе Львовской области и Тернопольском районе Тернопольской области, Украина. Правый приток Серета (бассейн Днестра).
Длина реки 26 км, площадь бассейна 228 км². Русло на значительном протяжении канализированное и выпрямленное. Сооружено несколько прудов, преимущественно в нижнем течении. Наиболее заболочена приустьевая часть.
Берёт начало среди холмов на северо-западе Подольской возвышенности южнее села Ясенов на высоте около 400 метров над уровнем моря. Течёт преимущественно на юго-восток. Впадает в Серет севернее села Ратыщи.
Протекает через сёла Жарков, Голубица, Пеняки, Звыжень, Маркополь.